# Empire Awards per il miglior thriller
Gli Empire Awards per il miglior thriller sono un riconoscimento cinematografico inglese, votato dai lettori della rivista Empire. Il premio viene consegnato annualmente dal 2006.

## Vincitori e candidati
I vincitori sono indicati in grassetto.

### 2000
- 2006
  - Kiss Kiss Bang Bang, regia di Shane Black
  - Batman Begins, regia di Christopher Nolan
  - The Constant Gardener - La cospirazione (The Constant Gardener) , regia di Fernando Meirelles
  - Sin City, regia di Robert Rodriguez, Frank Miller e Quentin Tarantino
- 2007
  - The Departed - Il bene e il male (The Departed), regia di Martin Scorsese
  - Niente da nascondere (Caché), regia di Michael Haneke
  - Inside Man, regia di Spike Lee
  - Mission: Impossible III, regia di J. J. Abrams
  - Munich, regia di Steven Spielberg
- 2008
  - American Gangster, regia di Ridley Scott
  - Disturbia, regia di D. J. Caruso
  - La promessa dell'assassino (Eastern Promises), regia di David Cronenberg
  - The Bourne Ultimatum - Il ritorno dello sciacallo (The Bourne Ultimatum), regia di Paul Greengrass
  - Zodiac, regia di David Fincher
- 2009
  - Quantum of Solace, regia di Marc Forster
  - Changeling, regia di Clint Eastwood
  - Eagle Eye, regia di D. J. Caruso
  - Gone Baby Gone, regia di Ben Affleck
  - Non è un paese per vecchi (No Country for Old Men), regia di Joel ed Ethan Coen

### 2010
- 2010
  - Sherlock Holmes, regia di Guy Ritchie
  - Harry Brown, regia di Daniel Barber
  - The Hurt Locker, regia di Kathryn Bigelow
  - Bastardi senza gloria (Inglourious Basterds), regia di Quentin Tarantino
  - Nemico pubblico - Public Enemies (Public Enemies), regia di Michael Mann
- 2011
  - Uomini che odiano le donne (Män som hatar kvinnor), regia di Niels Arden Oplev
  - 127 ore (127 Hours), regia di Danny Boyle
  - Il cigno nero (Black Swan), regia di Darren Aronofsky
  - Shutter Island, regia di Martin Scorsese
  - The Town, regia di Ben Affleck
- 2012
  - La talpa (Tinker Tailor Soldier Spy), regia di Tomas Alfredson
  - Drive, regia di Nicolas Winding Refn
  - Hanna, regia di Joe Wright
  - Millennium - Uomini che odiano le donne (The Girl with the Dragon Tattoo), regia di David Fincher
  - Sherlock Holmes - Gioco di ombre (Sherlock Holmes: A Game of Shadows), regia di Guy Ritchie
- 2013
  - Headhunters - Il cacciatore di teste (Hodejegerne), regia di Morten Tyldum
  - Skyfall, regia di Sam Mendes
  - Argo, regia di Ben Affleck
  - The Raid - Redenzione (Serbuan maut), regia di Gareth Evans
  - Zero Dark Thirty, regia di Kathryn Bigelow
- 2014
  - Hunger Games: La ragazza di fuoco (The Hunger Games: Catching Fire), regia di Francis Lawrence
  - Captain Phillips - Attacco in mare aperto (Captain Phillips), regia di Paul Greengrass
  - Now You See Me - I maghi del crimine (Now You See Me), regia di Louis Leterrier
  - Prisoners, regia di Denis Villeneuve
  - In trance (Trance), regia di Danny Boyle
- 2015[1]
  - The Imitation Game, regia di Morten Tyldum
  - Captain America: The Winter Soldier, regia di Anthony e Joe Russo
  - L'amore bugiardo - Gone Girl (Gone Girl), regia di David Fincher
  - Kingsman - Secret Service (Kingsman: The Secret Service), regia di Matthew Vaughn
  - Locke, regia di Steven Knight
- 2016[2]
  - Spectre, regia di Sam Mendes
  - Il ponte delle spie (Bridge of Spies), regia di Steven Spielberg
  - Regali da uno sconosciuto - The Gift (The Gift), regia di Joel Edgerton
  - Mission: Impossible - Rogue Nation, regia di Christopher McQuarrie
  - Sicario, regia di Denis Villeneuve
- 2017[3]
  - Jason Bourne, regia di Paul Greengrass
  - Hell or High Water, regia di David Mackenzie
  - Captain America: Civil War, regia di Anthony e Joe Russo
  - In Bed with Victoria, regia di Justine Triet
  - Animali notturni (Nocturnal Animals), regia di Tom Ford
- 2018[4]
  - Kingsman - Il cerchio d'oro (Kingsman: The Golden Circle), regia di Matthew Vaughn
  - Agassi (아가씨), regia di Park Chan-wook
  - Baby Driver - Il genio della fuga (Baby Driver), regia di Edgar Wright
  - John Wick - Capitolo 2 (John Wick: Chapter 2), regia di Chad Stahelski
  - Tre manifesti a Ebbing, Missouri (Three Billboards Outside Ebbing, Missouri), regia di Martin McDonagh